# Frați și surori
Brothers & Sisters  (în traducere Frați & Surori) este un film serial american produs de televiziunea ABC, distins cu Premiul Emmy. Premiera în Statele Unite a avut loc pe data de 24 septembrie 2006, fiind programat de la ora 22:00, imediat după serialul Neveste Disperate.